# Самардак Григорій Вікторович
Григо́рій Ві́кторович Самарда́к (нар. 10 серпня 1971, Донецьк, Українська РСР, СРСР) — український політик. Голова Запорізької обласної ради з 15 грудня 2015 по 11 грудня 2020 року.

## Життєпис
Народився 10 серпня 1971 року у Донецьку.

### Освіта
1988—1993 — навчався у Донецькому комерційному інституті, здобув освіту за спеціальністю «Економіка та управління в торгівлі та громадському харчуванні», отримав кваліфікацію «економіст-організатор».

### Кар'єра
1993—1995 — державний податковий інспектор відділу валютного контролю Державної податкової інспекції по Донецькій області.
1995—1996 — державний податковий інспектор, старший державний інспектор валютної інспекції Державної податкової інспекції по Запорізькій області.
1996—1997 — старший державний податковий інспектор, головний державний податковий інспектор відділу по контролю за валютними операціями управління валютного контролю Державної податкової адміністрації в Запорізькій області.
З вересня по грудень 1997 року — головний державний податковий інспектор відділу по контролю за оподаткуванням доходів резидентів та нерезидентів зовнішньоекономічної діяльності управління валютного контролю Державної податкової адміністрації в Запорізькій області.
З грудня 1997 року по травень 1998 року — фінансовий директор Товариства з обмеженою відповідальністю "Спільне українсько-китайське підприємство «Тимаг», Запоріжжя.
1998—2001 — начальник кредитного управління, начальник відділу активно-пасивних операцій, начальник управління фінансового менеджменту Акціонерного комерційного банку «Індустріалбанк», Запоріжжя.
2001—2002 — заступник начальника головного управління — начальник управління з питань паливно-енергетичного комплексу головного управління промисловості, енергетики, транспорту та зв'язку Запорізької обласної державної адміністрації.
2002—2003 — заступник голови Запорізької обласної державної адміністрації.
2003—2005 — перший заступник голови Запорізької обласної державної адміністрації.
З лютого 2005 року по лютий 2006 року — тимчасово не працював.
2005—2009 — заступник голови правління — директор департаменту корпоративних та інвестиційних операцій, перший заступник голови правління Акціонерного комерційного банку «Індустріалбанк», Запоріжжя.
З 2009 року по квітень 2014 року — перший заступник голови правління ПАТ "Акціонерний комерційний банк «Індустріалбанк», Запоріжжя.
З 23 квітня 2014 року по 6 квітня 2015 року — перший заступник голови Запорізької обласної державної адміністрації.
6 квітня 2015 року призначений головою Запорізької обласної державної адміністрації.
15 грудня 2015 року обраний головою Запорізької обласної ради.
18 грудня 2015 року звільнений з посади голови Запорізької обласної державної адміністрації.

### Захворювання на коронавірусну хворобу
30 березня 2020 року захворів на коронавірусну хворобу, всього в області 13 випадків.

## Родина
Одружений, має двох доньок.